# Ruth Seid
Ruth Seid (Pseudonym Jo Sinclair, * 1. Juli 1913 in Brooklyn, New York City; † 4. April 1995 in Jenkintown, Pennsylvania) war eine US-amerikanische Autorin.

## Biographie
Seid wurde als fünftes Kind jüdischer Immigranten in Brooklyn, New York City geboren. Ihre Eltern waren das Ehepaar Nathan Seid und Ida Kravetsky. Ihre Eltern zogen 1916 in ihrer Kindheit nach Cleveland, Ohio. Seid besuchte die John Hay High  School, wo sie Englisch und Journalismus studierte. Nach dem Studium fand sie zunächst eine Anstellung, wurde dann aber infolge der Great Depression arbeitslos. Sie arbeitete darauf in einer Fabrik und in einem Projekt der Works Progress Administration (WPA). Seid war als Angestellte danach für das Cleveland American Red Cross angestellt.
Neben ihrer Arbeit fing Seid in ihrer Freizeit mit dem Schreiben als Autorin an. Sie schrieb Kurzgeschichten und Artikel. 1937 verkaufte sie unter dem Pseudonym Jo Sinclair ihre erste Geschichte an den Esquire, die in der Januarausgabe des Esquire erschien.
1945 schrieb Seid das Werk Wasteland über den Alltag des amerikanischen Lebens jüdischer Immigranten aus Russland. Sie gewann mit diesem Roman den Harper & Brothers Wettbewerb und erhielt das Preisgeld in Höhe von 10.000 Dollar. Dies ermöglichte ihr, in den folgenden Jahren weitere Bücher zu schreiben: Sing at My Wake (1951, McGraw), The Changelings (1955, McGraw) und Anna Teller (1960, McKay).
Des Weiteren schrieb Seid neben diesen vier Romanen mehrere Kurzgeschichten und eine Ausgabe von Memoiren The Seasons: Death and Transfiguration (Feminist Press, 1993). Am 4. April 1995 starb Seid mit 81 Jahren an Krebs in Jenkintown, Pennsylvania.

## Werke (Auswahl)
- Wasteland, (1945)
- Sing at My Wake (1951, McGraw)
- The Changelings (1955, McGraw)
- Anna Teller (1960, McKay)